# Maeve Higgins
Maeve Anna Higgins (Cobh, el 24 de marzo de 1981) es una actriz y comediante irlandesa, residente en Nueva York. Fue actriz principal y escritora de la producción televisiva de RTÉ Naked Camera, así como de su propio programa Maeve Higgins' Fancy Vittles . Su libro de ensayos We Have A Good Time, Don't We? Fue publicado por Hachette en 2012. Escribió para The Irish Times y produce documentales de radio. Anteriormente apareció en The Ray D'Arcy Show en Today FM. Es panelista habitual del programa de radio Wait Wait... Don't Tell Me!  de NPR. Higgins apareció en su primer papel protagónico en la comedia irlandesa de 2019 Extra Ordinary.

## Carrera
Higgins comenzó en la comedia en 2005 y ha escrito y actuado en muchos festivales y espectáculos. Comenzó su carrera cómica en la estación de radio nacional Today FM después de audicionar para The Ray D'Arcy Show en febrero de 2004. Ella no pudo ganar.
De 2005 a 2007 participó en el programa de cámara oculta Naked Camera con su compañero comediante y amigo P.J. Gallagher. Consiguió su propio programa de televisión, Fancy Vittles de Maeve Higgins, en 2009. Desde 2010, actúa ocasionalmente con Josie Long e Isy Suttie.

### 2006-2010
2006
- 'Ha Ha Yum' con su hermana Lilly, en el Festival Fringe de Edimburgo

2007
- 'Slightly Amazing' en el Adelaide Fringe Festival
- 'My News' en el Festival Fringe de Edimburgo

2008
- 'Ha Ha Yum' con Claudia O'Doherty en el Festival Internacional de Comedia de Melbourne
- 'Kitten Brides' en el Festival Fringe de Edimburgo
- ‘I Can’t Sleep', obra de teatro infantil escrita por David O'Doherty. Higgins la interpretó con O'Doherty en el Festival Fringe de Edimburgo.[6]

2009
- 'Kitten Brides' en el Festival Internacional de Comedia de Melbourne
- ‘I Can’t Sleep' en el Festival Internacional de Comedia de Melbourne
- 'Kitten Brides' en el Festival Internacional de Comedia de Nueva Zelanda

2010
- 'A Rare Sight' en el Festival de Comedia de Brisbane y el Festival Internacional de Comedia de Melbourne. Realizado con Nick Coyle.
- 'A Rare Sight' en el Festival Internacional de Comedia de Nueva Zelanda. Nick Coyle no pudo asistir debido a una operación en el hombro.
- 'Personal Best' en el Festival Fringe de Edimburgo

### Películas
- 2019: Extra Ordinary - Rose Dooley

### Televisión

#### Como ella misma
- 2008: Spicks and Specks
- 2005, 2006: Tubridy Tonight
- 2009: The Podge and Rodge Show
- 2009: Talkin' 'Bout Your Generation
- 2009: The Modest Adventures of David O'Doherty
- 2009: Maeve Higgins' Fancy Vittles[5]
- 2015: StarTalk con Neil deGrasse Tyson

#### Actuación
- 2005–2007: Naked Camera – varios personajes[4]
- 2006: Magic – Chloe
- 2012: Moone Boy
- 2015: Inside Amy Schumer
- 2016: Doc McStuffins – Gillian
- 2019: Extra Ordinary – Rose Dooley

#### Escritora
- 2005–2007: Naked Camera[4]
- 2009: Maeve Higgins' Fancy Vittles[5]
- 2012: We Have A Good Time, Don't We?
- 2022: Tell Everyone on This Train I Love Them

### Libros
- 2018: Maeve in America[7][8]

### Radio
- 'What Would Maeve Do?' en The Ray D'Arcy Show
- 2016: The Unbelievable Truth (Serie 16, Episodios 3 & 6)
- 2018–presente: Wait Wait... Don't Tell Me[9]
- 2018: Everything Is Alive[10]

### Podcast
- 2018–presente: <i id="mwyQ">Mothers of Invention</i>

## Controversia del "perro de asistencia"
Higgins recibió críticas generalizadas por parte de los defensores de la discapacidad cuando reveló el 30 de marzo de 2018 en Late Late Show que compró un chaleco para perros de servicio en Amazon y fingió que su perro era un perro de servicio durante un vuelo transatlántico. Ella se disculpó por sus acciones.